# Cretáceo Superior
| Sistema/Período | Série/Época | Andar/Estágio  | Idade (Ma)    |
| --- | ----------- | -------------- | ------------- |
| Paleogeno | Paleoceno   | Daniano        | mais recente  |
| Cretáceo | Superior    | Maastrichtiano | 66.0–72.1     |
| Cretáceo | Superior    | Campaniano     | 72.1–83.6     |
| Cretáceo | Superior    | Santoniano     | 83.6–86.3     |
| Cretáceo | Superior    | Coniaciano     | 86.3–89.8     |
| Cretáceo | Superior    | Turoniano      | 89.8–93.9     |
| Cretáceo | Superior    | Cenomaniano    | 93.9–100.5    |
| Cretáceo | Inferior    | Albiano        | 100.5–~113.0  |
| Cretáceo | Inferior    | Aptiano        | ~113.0–~125.0 |
| Cretáceo | Inferior    | Barremiano     | ~125.0–~129.4 |
| Cretáceo | Inferior    | Hauteriviano   | ~129.4–~132.9 |
| Cretáceo | Inferior    | Valanginiano   | ~132.9–~139.8 |
| Cretáceo | Inferior    | Berriasiano    | ~139.8–~145.0 |
| Jurássico | Superior    | Titoniano      | mais antigo   |
| Subdivisão do Cretáceo de acordo com a Tabela Cronoestratigráfica Internacional versão 2015/1 da Comissão Internacional sobre Estratigrafia. |             |                |               |

Na escala de tempo geológico, o Cretáceo Superior é a época do período Cretáceo da era Mesozoica do éon Fanerozoico que está compreendida entre há 100,5 milhões e 66 milhões de anos, aproximadamente. A época Cretácea Superior sucede a época Cretácea Inferior de seu período e precede a época Paleocena do período Paleogeno da era Cenozoica de seu éon. Divide-se nas idades Cenomaniana, Turoniana, Coniaciana, Santoniana, Campaniana e Maastrichtiana, da mais antiga para a mais recente.